# Emoia obscura
Emoia obscura är en ödleart som beskrevs av  De Jong 1927. Emoia obscura ingår i släktet Emoia och familjen skinkar. Inga underarter finns listade i Catalogue of Life.